# Солов'ївська сільська рада (Лугинський район)
Солов'ївська сільська рада — колишня адміністративно-територіальна одиниця та орган місцевого самоврядування у Лугинському районі Коростенської і Волинської округ, Київської та Житомирської областей Української РСР з адміністративним центром у селі Солов'ї.

## Населені пункти
Сільській раді на час ліквідації були підпорядковані населені пункти:
- с. Діброва;
- с. Солов'ї.

## Населення
Кількість населення ради, станом на 1923 рік, становила 959 осіб, кількість дворів — 191.

## Історія та адміністративний устрій
Створена 1923 року в складі хуторів Дуброва (Діброва), Карпів, Магдальців (Молдавці), Солов'ї та Шуляків Лугинської волості Коростенського повіту Волинської губернії. 7 березня 1923 року увійшла до складу новоствореного Лугинського району Коростенської округи. Станом на 1 жовтня 1941 року хутори Карпів, Молдавці та Шуляків не перебували на обліку населених пунктів.
Станом на 1 вересня 1946 року сільська рада входила до складу Лугинського району Житомирської області, на обліку в раді перебували села Діброва та Солов'ї.
Ліквідована 5 березня 1959 року, відповідно до рішення Житомирського облвиконкому № 161 «Про ліквідацію та зміну адміністративно-територіального поділу окремих сільських рад області», територію та населені пункти ради приєднано до складу Бовсунівської сільської ради Лугинського району Житомирської області.